# حسام جنيد
حسام جنيد (17 ديسمبر 1985)- مغني سوري
الصفحة الرسمية : hossamjneed.com

## حياته ومشواره المهني
ولد في مدينة بنش في محافظة إدلب، كان منذ صغره متعلِّقاً بالغناء ويمتلك صوت قوي وغنى اللون الشعبي والطربي ، في عام 2008 تزوج من الممثلة إمارات رزق ورزق منها بإبنه وطن ثم انفصلا في العام 2014، بعدها تزوجا من جديد في العام 2015  وفي سبتمبر 2018 رُزق منها بابنته «إحساس» وفي سبتمبر 2019 أعلن انفصاله الرسمي عنها. ثم عادا معا وفي مارس 2022 أعلن انفصاله عنها نهائيا.

## ألبومات[5]
- ( 2010 ): لو أشوفك
- ( 2011 ): دق ألماني
- ( 2011 ): حسام جنيد
- ( 2012 ): ليك ولك وليك

## فيديو كليبات
| الأغنية         | المخرج                                |
| --------------- | ------------------------------------- |
| سامحتك          | أكثم جويهرة                           |
| دق الماني       | مؤيد الأطرش                           |
| هكر             | عادل سرحان                            |
| لو أشوفك        | عامر زهير الجابي                      |
| لا تثيري أعصابي | عامر زهير الجابي                      |
| ترابك سورية     | الحسن علي شاهين                       |
| سكة حلب         | مؤيد الأطرش ، شاركته زوجته إمارات رزق |
| يا ريتني عسكري  | أحمد المنجد                           |
| يا قلبي اشبيك   | صفوان مصطفى نعمو                      |
| حبيتك بالحرب    | مؤيد الأطرش، شاركته زوجته إمارات رزق  |
| بفرح فيكي       | مؤيد الأطرش                           |
| شموسة           | مؤيد الأطرش                           |
| فوتي بعلاقة     | فادي حداد                             |
| سيئ السمعة      | صدام السعدي                           |
| عشق             | عبد الوهاب الخطيب                     |

## أغاني وطنية
- سوريا بلاد العز
- يريدون رحيلك
- على راسي يا أسد
- يا طير سلملي ع سوريا
- عيني ربك سوريا
- الفرح بيلبق لك يا شام (دروب المجد)
- موال لمدينة بنش [6]

## تقديم البرامج
- قدم برنامجا مع زوجته إمارات رزق في رمضان 2014 بعنوان نورت سمانا على قناة سما السورية.